# Chovinismo del carbono

Estructura de Lewis del carbono mostrando sus cuatro electrones de valencia.

El chovinismo del carbono es un término de relativamente reciente cuño, para designar la cualidad de aquellas personas que asumen que la vida extraterrestre debe ser similar a la vida en la Tierra. 
En particular, el término se aplica a quienes asumen que las moléculas responsables de los procesos químicos de la vida deben estar basados en el carbono como elemento estructural principal. Esta actitud sugiere que los seres humanos, como formas de vida basadas en el carbono que nunca han encontrado vida más allá de su planeta, pueden tener dificultades para concebir la existencia de bioquímicas alternativas. 
El término se empleó por primera vez en 1973, cuando Carl Sagan describió este y otros chovinismos humanos que limitaban su imaginación sobre posibles formas distintas de vida extraterrestre en su libro La conexión cósmica.